# Bernardo Mançano Fernandes
Bernardo Mançano Fernandes (* in Neves Paulista, São Paulo) ist ein brasilianischer Agrargeograph.
Fernandes ist Geographieprofessor an der Universidade Estadual Paulista und befasst sich in seinen Forschungen mit der Bewegung der Landarbeiter ohne Boden.